# Songs for the New Depression
Songs for the New Depression (с англ. — «Песни для новой депрессии») — третий студийный альбом американской певицы и актрисы Бетт Мидлер, выпущенный в 1976 году под лейблом Atlantic Records. В этом альбоме Мидлер пробует себя как композитор, она пишет музыку к таким песням как «Mr. Rockefeller» и «Samedi et Vendredi». Альбом вновь состоит из кавер-версий известных песен. Пластинка смогла добраться до двадцать седьмого места в альбомном чарте Billboard Top LPs & Tape. Сингл «Strangers in the Night» смог достичь седьмой строчки в US Dance Chart.
Первоначально песни  «Old Cape Cod» и «Marahuana» были записаны в 1972 году для дебютного альбома The Divine Miss M, однако не были включены в финальный трек-лист альбома; в данный альбом песни попали с изменёнными аранжировками. Рэпер Канье Уэст использовал сэмпл из «Mr. Rockefeller» для песни «Last Call» из своего дебютного альбома The College Dropout.

## Список композиций
| №  | Название                        | Длительность |
| -- | ------------------------------- | ------------ |
| 1. | «Strangers in the Night»        | 3:22         |
| 2. | «I Don’t Want the Night to End» | 3:53         |
| 3. | «Mr. Rockefeller»               | 4:05         |
| 4. | «Old Cape Cod»                  | 2:50         |
| 5. | «Buckets of Rain»               | 4:00         |
| 6. | «Love Says It’s Waiting»        | 1:41         |

| №   | Название                                 | Длительность |
| --- | ---------------------------------------- | ------------ |
| 7.  | «Shiver Me Timbers»/«Samedi et Vendredi» | 6:25         |
| 8.  | «No Jestering»                           | 3:59         |
| 9.  | «Tragedy»                                | 3:06         |
| 10. | «Marahuana»                              | 2:30         |
| 11. | «Let Me Just Follow Behind»              | 3:36         |

## Позиции в хит-парадах
| Хит-парад (1976)              | Высшая позиция |
| ----------------------------- | -------------- |
| Австралия (Kent Music Report) | 50             |
| США (Billboard 200)           | 27             |
| США (Cash Box Top 100)        | 14             |